# Tetrastichus albipes
Tetrastichus albipes är en stekelart som beskrevs av Crosby 1909. Tetrastichus albipes ingår i släktet Tetrastichus och familjen finglanssteklar.
Artens utbredningsområde är Moçambique. Inga underarter finns listade i Catalogue of Life.